# Griphognathus
A Griphognathus az izmosúszójú halak (Sarcopterygii) osztályába és a tüdőshalak (Dipnoi) alosztályába tartozó fosszilis Rhynchodipteridae család egyik neme.

## Rendszerezés
A nembe az alábbi 3 faj tartozik:
- †Griphognathus minutidens Gross, 1956 - típusfaj
- †Griphognathus sculpta Schultze, 1969
- †Griphognathus whitei Miles, 1977